# 張家山漢簡
張家山漢簡（張家山漢墓竹簡）是指在中國湖北省江陵縣張家山漢墓中出土的竹簡。

## 出土及年代
因為取土的需要，在江陵磚瓦廠發現了張家山二四七號漢墓、三三六號漢墓等三座漢墓。1983年12月，由荊州博物館配合進行發掘，除發現了大量漆器、紋飾外，也發掘出不少書有文字的竹簡。這些竹簡就是張家山漢簡。參與整理、編聯、註釋工作的學者有李學勤、連劭名、舒之梅、彭浩、李俊明等。

考古學家推斷二四七號漢墓的墓葬年代應該為西漢早期。而墓中曆譜進一步顯示，墓主人應該於呂后二年（前186年）或其後不久去世。從墓葬規模來看，墓主人的身份應為一名低級官吏，通算術、法律、醫術、導引。

## 內容
張家山二四七號漢墓竹簡包含一千二百三十六枚竹簡（不計算殘片），有《曆譜》、《二年律令》、《奏讞書》、《脈書》、《算數書》、《蓋廬》、《引書》、《遺策》八種簡書，內容涉及西漢早期的律法、司法訴訟、醫學、導引、數學、軍事理論等方面，為漢代歷史研究提供了重要的新史料。其具體內容已經于二零零一年由文物出版社整理出版。

張家山三三六號漢墓竹簡則由湖北省荊州博物館學者整理中，當中含有漢律，現存律名十五種。

## 外部連結
- 黃一農：〈張家山漢墓竹簡《奏讞書》紀日干支小考〉。
- 黃一農：〈江陵張家山出土漢初曆譜考〉。
- 邢義田：〈從張家山漢簡〈二年律令〉論秦漢的刑期問題 （页面存档备份，存于）〉。
- 邢義田：〈從張家山漢簡〈二年律令〉重論秦漢的刑期問題〉 （页面存档备份，存于）〉。